# Flora (sculpture)
 (novembre 2021).
Pour les articles homonymes, voir Flora.
Flora est une sculpture de cire de la déesse romaine Flora, actuellement conservée au Bode-Museum de Berlin et dont l'attribution est discutée : est-elle de Léonard de Vinci ou bien du sculpteur anglais Richard Cockle Lucas ?

## Provenance
Wilhelm von Bode, directeur général des collections d'art prussien du musée de Berlin, a repéré le buste dans une galerie londonienne et l'a acheté pour 8 000 livres pour le musée Kaiser Friedrich en 1909. Bode était convaincu que le buste était de Léonard de Vinci et les autorités du Musée de Berlin, ainsi que le public allemand, étaient ravis d'avoir « arraché un grand trésor d'art sous le nez » du monde de l'art britannique.
En 1910, il a été révélé que l'œuvre avait peut-être été créée par le sculpteur anglais Richard Cockle Lucas. Peu de temps après l'achat, le Times a publié un article affirmant que le buste était l'œuvre de Lucas, qui avait été chargé de le produire à partir d'un tableau. Le fils de Lucas, Albert, s'est alors avancé et a juré sous serment que l'histoire était correcte et qu'il avait aidé son père à le faire. Albert a pu expliquer comment les couches de cire s'étaient constituées à partir de vieux bouts de bougies ; il a également décrit comment son père fourrait divers débris, y compris des journaux, à l'intérieur du buste. Lorsque le personnel du musée de Berlin a enlevé la base, ils ont trouvé les débris, tout comme Albert l'avait décrit, y compris une lettre datée des années 1840.
Toutefois, Bode a continué d'affirmer que son attribution originale était correcte. Pour étayer cela, il a présenté plusieurs arguments : tout d'abord, si le buste avait été une œuvre de commande, comme le prétend le fils du sculpteur, elle se serait retrouvée chez le commanditaire. Ensuite, on ne retrouve nullement le buste parmi le catalogue des œuvres de Lucas, alors que celui-ci les photographiait abondamment. Enfin, la seule photographie de l'époque représente la statue drapée de tissu comme pour dissimuler le buste endommagé et avec l'ajout d'une main humaine, il s'agirait donc d'une restauration que Lucas aurait cherché à dissimuler. Bode a également organisé une exposition du buste de Flora parmi une sélection d'œuvres mineures de Lucas, afin de montrer qu'il était incapable d'une telle finesse. Cette exposition s'est toutefois plutôt retournée contre lui, car elle montrait que Lucas réalisait régulièrement des sculptures de cire inspirées des grandes œuvres des temps précédents. 
En avril 2021, le buste a été daté au carbone 14, ce qui a confirmé qu'il a été sculpté au XIXe siècle,. Cependant la datation reste controversée dans la mesure où elle reste sensible à la composition de la cire et à la teneur en spermacetie de cachalot, dont il est difficile d'évaluer la datation car elle varie en fonction de chaque individu. De plus, la présence de spermacetie montre qu'il ne s'agit probablement pas de cire issue de vieux bouts de bougies, comme le prétend Albert, ce qui est de nature à jeter un doute sur ses autres affirmations.
Le buste est exposé dans ce qui est maintenant le musée de Bode et reste attribué à Léonard de Vinci.